# Vinjar Slåtten
Vinjar Slåtten (* 16. Juli 1990 in Oslo) ist ein ehemaliger norwegischer Freestyle-Skier. Er startete in den Buckelpisten-Disziplinen Moguls und Dual Moguls.

## Werdegang
Slåtten trat international erstmals bei den Juniorenweltmeisterschaften 2006 in Krasnoe Ozero in Erscheinung, wobei er den 39. Platz im Moguls und den 36. Platz im Dual Moguls errang. In der Saison 2006/07 nahm er in Mont Gabriel erstmals am Freestyle-Skiing-Weltcup teil und kam dabei auf den 50. Platz im Moguls. Bei den Juniorenweltmeisterschaften 2007 in Airolo belegte er den 33. Platz im Moguls sowie den 24. Rang im Dual Moguls und bei den Freestyle-Skiing-Weltmeisterschaften 2007 in Madonna di Campiglio den 41. Platz im Dual Moguls sowie den 34. Rang im Moguls. In den folgenden Jahren belegte er bei den Weltmeisterschaften 2009 in Inawashiro den 30. Platz im Moguls sowie den 16. Rang im Dual Moguls, bei den Weltmeisterschaften 2011 im Deer Valley den 27. Platz im Dual Moguls sowie den 17. Rang im Moguls, bei den Weltmeisterschaften 2013 in Voss den neunten Platz im Moguls und bei den Weltmeisterschaften 2015 am Kreischberg den 27. Platz im Moguls sowie den 17. Rang im Dual Moguls. Zudem erreichte er in der Saison 2011/12 in Deer Valley mit dem dritten Platz im Moguls seine erste Top-Zehn-Platzierung sowie bestes Resultat im Weltcup und in der Saison 2012/13 mit zwei Top-Zehn-Platzierungen den 19. Platz im Moguls-Weltcup sein bestes Gesamtergebnis. 
In der Saison 2016/17 fuhr Slåtten im Deer Valley mit dem sechsten Platz im Moguls zum vierten Mal im Weltcup unter den ersten Zehn und beim Saisonhöhepunkt, den Freestyle-Skiing-Weltmeisterschaften 2017 in der Sierra Nevada, auf den siebten Platz im Moguls. In der Saison 2017/18 erreichte er in Mont-Tremblant mit dem zehnten Platz im Moguls letztmals die ersten zehn im Weltcup und absolvierte in Tazawako seinen 97. und damit letzten Weltcup, welchen er auf dem 21. Platz im Dual Moguls beendete. Bei seiner einzigen Teilnahme an Olympischen Winterspielen im Februar 2018 in Pyeongchang wurde er Sechster im Moguls.

## Erfolge

### Olympische Spiele
- 2018 Pyeongchang: 6. Platz Moguls

### Weltmeisterschaften
- 2007 Madonna di Campiglio: 34. Platz Moguls, 41. Platz Dual Moguls
- 2009 Inawashiro: 16. Platz Dual Moguls, 30. Platz Moguls
- 2011 Deer Valley: 17. Platz Moguls, 27. Platz Dual Moguls
- 2013 Voss: 9. Platz Moguls
- 2015 Kreischberg: 17. Platz Dual Moguls, 27. Platz Moguls
- 2017 Sierra Nevada: 7. Platz Moguls

### Weltcupwertungen
| Saison  | Gesamt | Gesamt | Moguls | Moguls |
| Saison  | Platz  | Punkte | Platz  | Punkte |
| ------- | ------ | ------ | ------ | ------ |
| 2009/10 | 157.   | 1      | 56.    | 9      |
| 2010/11 | 134.   | 3      | 37.    | 35     |
| 2011/12 | 120.   | 6      | 30.    | 79     |
| 2012/13 | 104.   | 11     | 19.    | 127    |
| 2013/14 | 192.   | 4      | 38.    | 40     |
| 2014/15 | 140.   | 4      | 29.    | 40     |
| 2015/16 | 148.   | 6,25   | 27.    | 50     |
| 2016/17 | 146.   | 7,36   | 27.    | 81     |
| 2017/18 | 169.   | 6,40   | 30.    | 64     |

### Juniorenweltmeisterschaften
- 2006 Krasnoe Ozero: 36. Platz Dual Moguls, 39. Platz Moguls
- 2007 Airolo: 24. Platz Dual Moguls, 33. Platz Moguls

### Weitere Erfolge
- 4 Podestplätze im Europacup